# К-51
К-51 — советская крейсерская дизель-электрическая подводная лодка времён Великой Отечественной войны, седьмой корабль серии XIV типа «Крейсерская».

## История строительства
К-51 была заложена 26 февраля 1938 года на заводе № 194 «Им. А. Марти» в Ленинграде под заводским номером 454. Спуск на воду состоялся 30 июля 1939 года, К-51 включили в состав 13-го дивизиона учебной бригады подводных лодок Балтийского флота. К-51 предназначалась для Тихоокеанского флота, но из-за начала Великой Отечественной войны сдаточные испытания не проводились, 17 сентября 1941 года лодка вошла в строй и была передана Балтийскому флоту. Командиром лодки был капитан-лейтенант Алексей Васильевич Лепёшкин. В отличие от первых шести лодок проекта, К-51 не имела минного вооружения.

## История службы
Боевую деятельность К-51 начала в декабре 1941 года, однако при выходе в поход была серьёзно повреждена во льдах и вернулась на базу. В 1942 году не выходила в походы из-за повреждений прочного корпуса, боевой рубки и ЦГБ, в 1943 году в походы не выходила из-за блокады Финского залива сетями и минами. В ноябре 1943 года подписан приёмный акт, в декабре 1943 К-51 официально вошла в состав КБФ. В 1944 году осуществляла боевую подготовку, зимой 1944—1945 года совершила два боевых похода общей продолжительностью 50 суток.

### Первый боевой поход
23 ноября 1944 года К-51 вышла в поход в район Кольберга. 26 ноября заняла позицию в районе острова Борнхольм. За время похода совершила 7 торпедных атак, однако все они были безрезультатны. Предположительно, торпеды тонули сразу после выстрела. 28 ноября после неудачной торпедной атаки всплыла и вышла в артиллерийскую атаку, огнём 100-мм орудий потопила рыболовное судно «Solling» (260 брт). 1 декабря аналогичным образом потопила рыболовное судно «Saar» (235 брт). 11 декабря в связи с окончанием автономности по топливу начала возвращение на базу, 12 декабря была встречена тральщиком БТЩ-215, 15 декабря пришла на базу в Хельсинки.

### Второй боевой поход
23 января 1945 года К-51 в сопровождении тральщика БТЩ-217 вышла с рейда острова Люм в боевой поход в район Померанской бухты. 25 января лодка прибыла на позицию, 28 января четырёхторпедным залпом из надводного положения потопила транспорт, оцененный командиром в 10 000 тонн. Погибшим судном был датский угольщик Viborg, 2 028 брт с грузом угля из Штеттина в Данциг. 6 февраля дважды, четырёх- и двухторпедными залпами, безуспешно атаковала торпедами две баржи на буксире у катера. При выходе в атаку в третий раз баржи были опознаны как шведские, командир отменил атаку. 14 февраля К-51 начала возвращение на базу, 16 февраля встречена БТЩ-217, 19 февраля пришла на Ханко, 21 февраля вернулась в Хельсинки.

### Послевоенная служба
После окончания второго боевого похода лодка встала на доковый ремонт, продлившийся до конца войны. В 1946 году К-51 перебазирована в Лиепаю, в августе 1948 года совместно остальными балтийскими «Катюшами» перешла на Северный флот вокруг Скандинавского полуострова и прибыла в Екатерининскую гавань. Вошла в состав 1-го дивизиона бригады подводных лодок Северного флота, базировалась на Полярный. 9 июня 1949 года переименована в Б-5. В 1952 году переоборудовалась по проекту 628 для стрельбы крылатыми ракетами X-10 (проект «Волна»), но стрельб не проводила. 29 декабря 1955 года выведена из состава боевых кораблей, переоборудована в ПЗС. 18 января 1955 года получила наименование ПЗС-24, 26 декабря того же года переименована в ЗАС-1. С 12 марта 1958 года использовалась как учебно-тренировочная станция, переименована в УТС-30, служила в этой роли почти 17 лет. 13 марта 1975 года исключена из списка плавсредств ВМФ, передана в ОФИ для переработки, однако на металл не разделывалась. В 2002 году полузатопленный остов лодки ещё находился в бухте Незаметной.

## Командиры
- капитан-лейтенант Алексей Васильевич Лепёшкин (? — 1941)
- капитан 3-го ранга Владимир Алексеевич Егоров (1941)
- капитан 2-го ранга Алексей Герасимович Андронов (1942)
- капитан-лейтенант Н. Е. Шмонов (1942—1943)
- капитан 3-го ранга (затем 2-го ранга) Владимир Александрович Дроздов (9 октября 1943 — 12 декабря 1947)
- Г. Т. Кудряшов (?-1948-?)